# Portico
Een portico of porticus is een portiek, dat naar de toegang van een gebouw leidt, soms uitgebreid als een colonnade, met een dak over het looppad, ondersteund door zuilen of ingesloten door muren. Dit ontwerp verscheen vaak in het oude Griekenland en heeft veel culturen beïnvloed.
Enkele beroemde exemplaren van portico's zijn het East Portico van het Amerikaanse Capitool, en de portico die het Pantheon in Rome siert.
Een portico betekent ook een overdekte galerij langs de straat. Zo is Bologna (Italië), erg bekend door zijn portico's. In totaal zijn er meer dan 45 km arcades, waarvan 38 in het stadshart. Bologna bezit de langste portico in de wereld, ze is ongeveer 3,5 km lang. Dit monumentaal, volledig aaneengesloten geheel van 666 bogen werd opgericht tussen 1674-1693. De portico vertrekt aan de rand van Bologna en beklimt de beboste, 300 m hoge Colle della Guardia tot aan het Sanctuarium van de Madonna van San Luca. Ook Turijn heeft talrijke portico's die samen een lengte van 18 km hebben.

## Typen portico
Er zijn diverse varianten portico's, die genoemd worden naar het aantal zuilen ('stylos' in het Grieks) dat zij hebben.

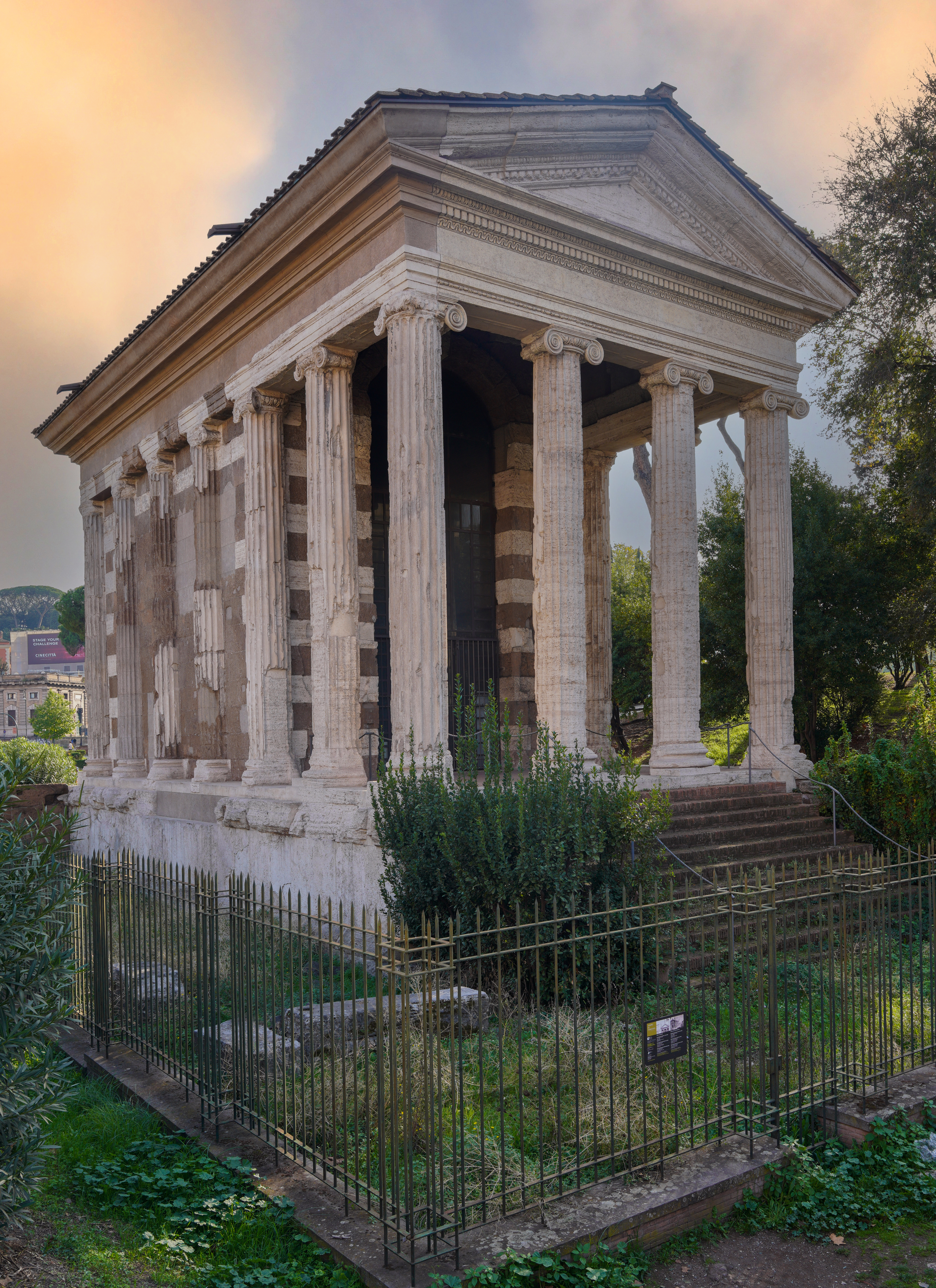
Tempel met een tetrastyle portico van vier Ionische zuilen: de Tempel van Portunus.

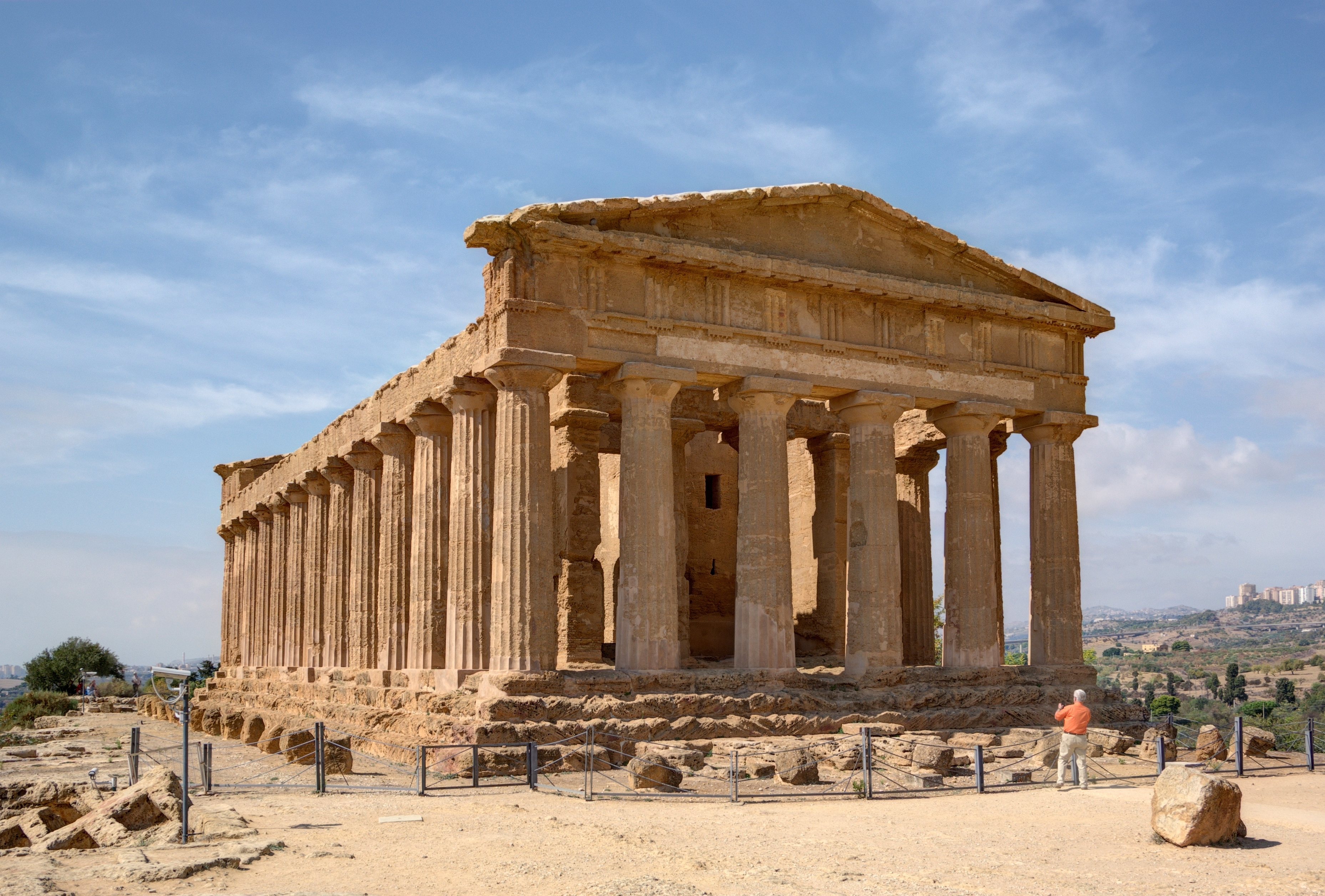
De hexastyle-tempel van Concordia te Agrigentum (ca. 430 v.Chr.).

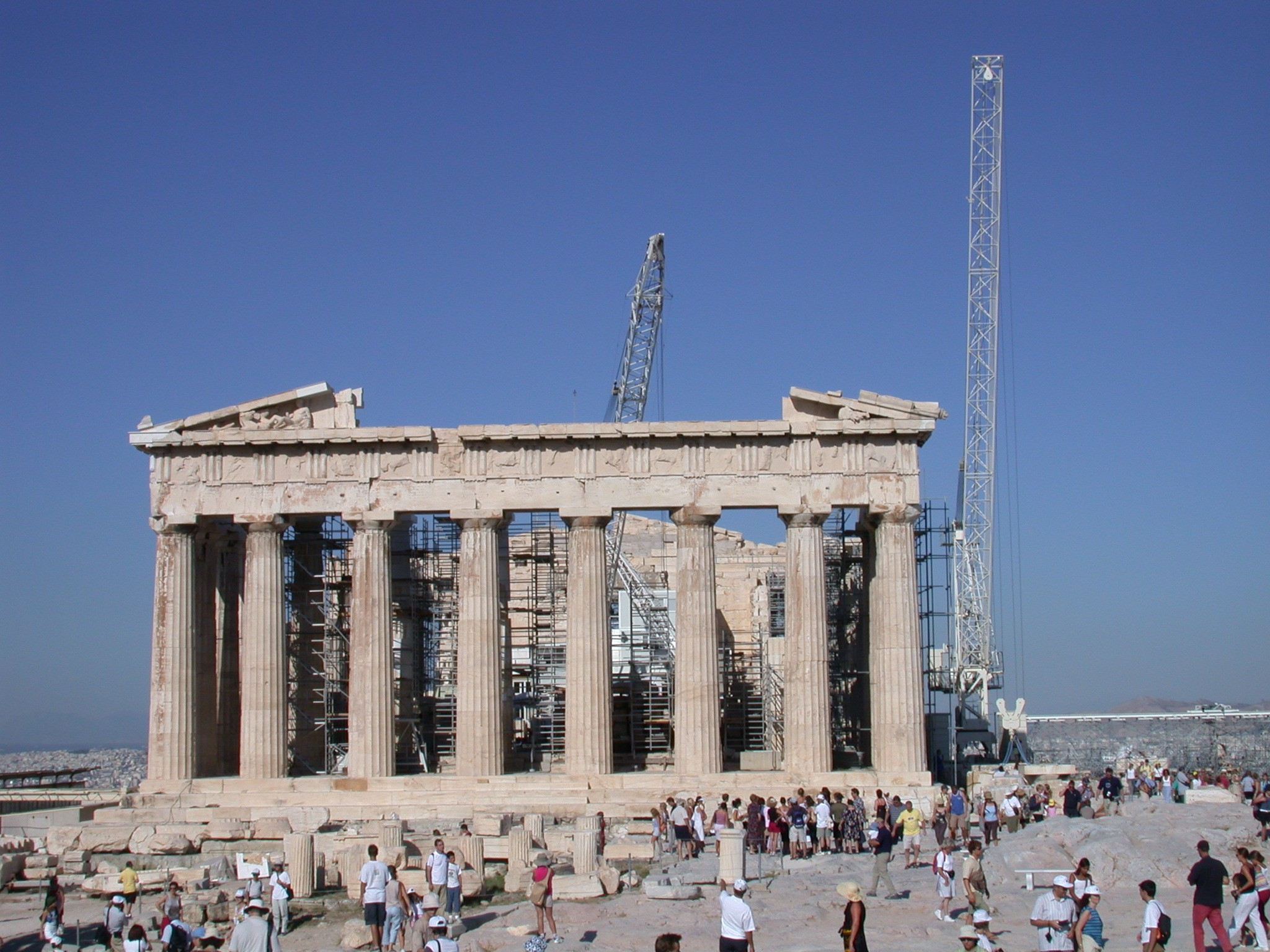
De octostyle tempel van Pallas Athena: het Parthenon.

### Tetrastyl
De tetrastyl-portico heeft vier zuilen. Deze werd voornamelijk gebruikt door de Grieken en de Etrusken voor kleine bouwwerken zoals openbare gebouwen en bepaalde altaren in het heiligdom van een tempel.
De Romeinen pasten deze bijvoorbeeld toe in de Tempel van Portunus, maar ook bij de ingang van grote publieke gebouwen zoals de Basilica van Maxentius.

### Hexastyl
Bij de hexastyl-portico werden zes zuilen gebruikt. Dit was de standaard in de Griekse architectuur van de Dorische orde in de periode tussen 600 v.Chr. en 430 v.Chr..

### Octostyl
De octostyl-portico heeft acht zuilen. Octostyl-gebouwen zijn zeldzamer dan de hexastyl in de Griekse architectuur. De bekendste octostyl-gebouwen die bewaard zijn gebleven zijn het Parthenon in Athene, gebouwd tijdens de periode van Perikles (450–430 v.Chr.), en het Pantheon in Rome (125 n.Chr.)

### Decastyl
De decastyl heeft tien zuilen, zoals in de tempel van Apollo in Didyma (5e eeuw v.Chr.).